# トラベロカ
Traveloka（トラベロカ）は、旅行およびチケット予約に特化したインドネシアのテクノロジー企業。
同社は、同名のサービスウェブサイトおよびモバイルアプリを運営しており、インドネシアのジャカルタに本社を構えている。トラベロカは6か国で事業を展開しており、2022年には東南アジア最大のオンライン旅行アプリとしての地位を維持している。
また、2024年よりトラベロカ日本法人が設立され、本格的に日本市場に参集した。
2012年に旅行検索エンジンとして設立された同社は、現在ではクルーズ、観光チケット、アクティビティ、交通機関のレンタル、レストランバウチャーなどのサービスも提供している。また、クレジットや保険などの金融サービスも展開している。
トラベロカはユニコーン企業に分類されており、Expediaと機能的に類似しているとみなされている。2022年時点での企業評価額は約30億米ドルだった。